# 美国海外投资委员会
美国外資投资委员会（英語：Committee on Foreign Investment in the United States，简称）是美国联邦政府的一个跨部會委员会，其职能为审查一切关乎美国的外国对美投资。该委员会由美国财政部长担任主席，CFIUS包括来自美国16个部门和机构的代表，其中包括国防部、国务院、商务部以及（最近）国土安全部。关于CFIUS的法律规定可参见《1950年国防生产法案》的第721节。
所有有外国公司参与收购的美国公司的提议案都应自愿通知CFIUS，但CFIUS可以审查非自愿提交的交易。
CFIUS在众多审查中重点关注的是是否有由于被外国收购方收购，被收购的美国企业的技术或资金可能会转移到被美国制裁的国家的可能。
CFIUS密切关注关键基础设施的收购，包括公共卫生或电信等。